# ミネアポリス (カンザス州)
ミネアポリス（英: Minneapolis）は、アメリカ合衆国のカンザス州にある町。オタワ郡の郡庁所在地である。サライナ小都市圏内にあり、2010年の国勢調査によると人口は2032人である。

## 地理

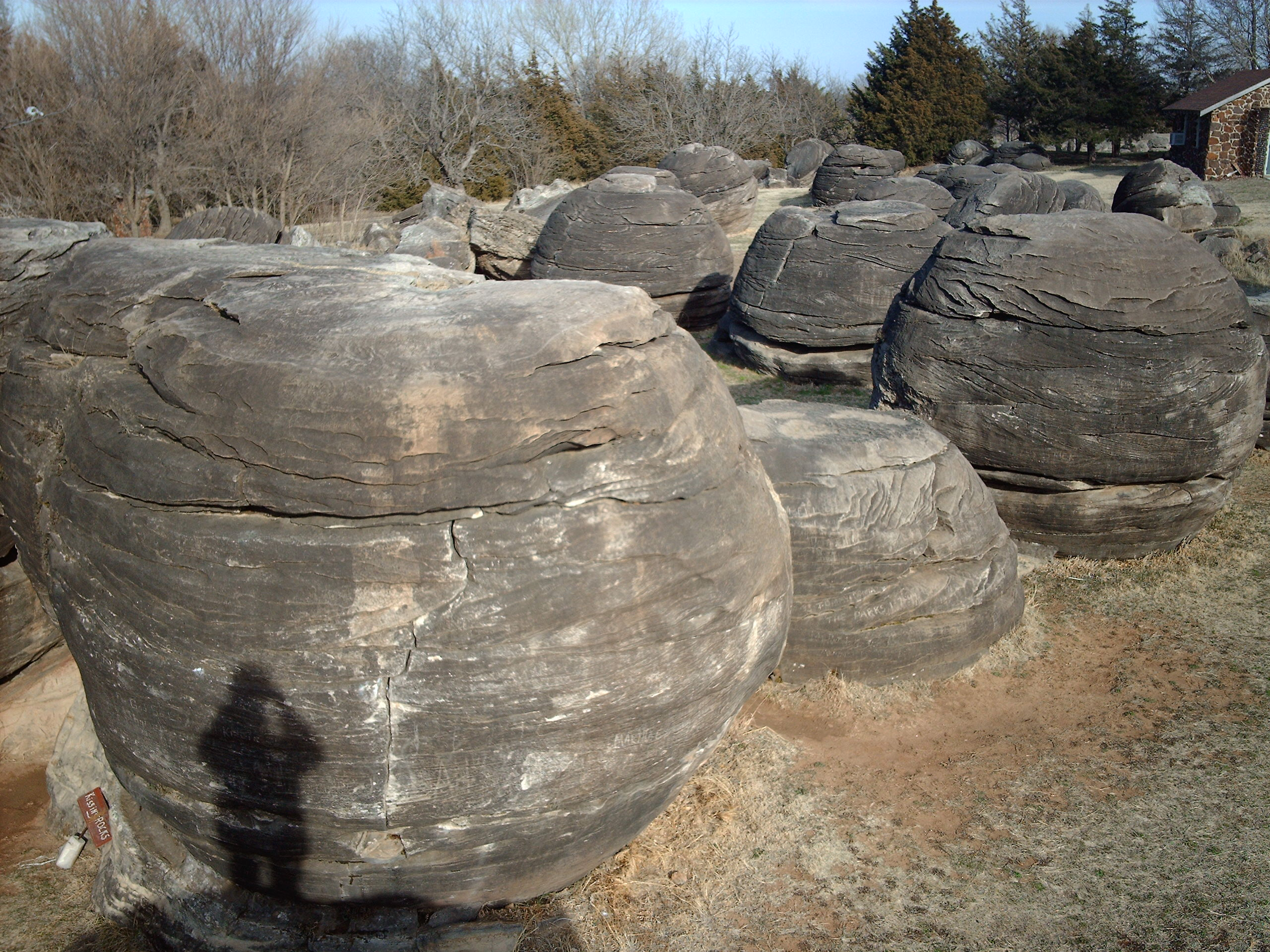
ロックシティ公園

2000年の国勢調査によると市の総面積は4.5平方キロ（1.7平方マイル）で、全域が陸地である。市の南西には「ロックシティ」という公園がある。

## 人口動態
2000年の国勢調査によると、この市には2046人、810世帯、512家族が暮らしている。人口密度は1平方キロあたり454.0人で、平方マイルに直すと1173.6人となる。住居数は914軒で、1平方キロあたりに202.8軒（1平方マイルあたりでは524.3軒）が建っている計算になる。住民のうち白人が96.97%、アフリカ系が1.32%、ネイティブ・アメリカンが0.24%、アジア系が0.05%、その他が0.29%、混血が1.12%、ヒスパニック（ラテン系）が1.52%を占める。
810世帯のうち29.6%は18歳以下の未成年と暮らしており、53.1%は夫婦で生活している。8.0%は未婚の女性が世帯主であり、36.7%は家族以外の住人と同居している。33.3%が一人暮らしの世帯で、18.9%を独居老人世帯が占める。1世帯あたりの平均構成人数は2.29人で、家庭のそれは2.92人である。
住民のうち22.9%が18歳以下の未成年、7.5%が18歳以上24歳以下、25.0%が25歳以上44歳以下、21.5%が45歳以上64歳以下、23.1%が65歳以上となっており、平均年齢は41歳である。女性100人に対し男性が91.0人いる一方、18歳以上の女性100人ごとに対しては88.2人いる。
一世帯あたりの平均収入は3万4792米ドルで、家族あたりでは4万3750米ドルである。男性の平均収入は2万9028米ドル、女性のそれは2万1174米ドルで、労働者でない人々も含めた住民一人当たりの収入は1万7628米ドルとなる。総人口の9.7%、家族の3.7%、18歳以下の未成年の8.4%、および65歳以上の老人の16.8%は貧困線以下の収入で生計を立てている。

## ゆかりの人物
- ジョージ・ワシントン・カーヴァー - 植物学者。短期間郊外に住んだ
- ローリン・R・リーズ - カンザス州選出の下院議員
- ターナー・ウォーリー - シンガーソングライター